# Protestas de Poznań de 1956
Las protestas de Poznań de 1956 (también conocidas como la sublevación de Poznań de 1956 o Junio de Poznań; en polaco: Poznański Czerwiec 56) fueron las primeras de varias protestas masivas llevadas a cabo por el pueblo polaco contra el gobierno comunista de la República Popular de Polonia. Las manifestaciones de obreros que pedían mejores condiciones comenzaron el 28 de junio de 1956 en las fábricas Cegielski de Poznan y debieron hacer frente a una represión violenta. Una multitud de aproximadamente 100 000 personas se reunió en el centro de la ciudad, cerca del edificio de la policía secreta polaca (la Urząd Bezpieczeństwa). 400 tanques y 10 000 soldados del Ejército Popular polaco (Ludowe Wojsko Polskiey) y del cuerpo de seguridad interna (Korpus Bezpieczeństwa Wewnętrznego), bajo las órdenes del general polaco-soviético Stanislav Poplavski, fueron los encargados de sofocar la manifestación y durante dicha contención dispararon a los manifestantes civiles. El número de víctimas se ubicó 57 personas fallecidas, que incluían a un niño de 13 años de edad, Roman Strzałkowski; además, centenares de personas resultaron heridas. Aun así, las protestas de Poznań fueron un hito importante en el camino hacia la instalación de un gobierno polaco con menor control soviético.

## Antecedentes
Tras la muerte de Stalin, el proceso de desestalinización abrió debates sobre cuestiones fundamentales en todo el bloque del Este. El discurso de Nikita Jrushchov Acerca del culto a la personalidad y sus consecuencias tuvo amplias repercusiones fuera de la Unión Soviética y en otros países comunistas. En Polonia, además de la crítica al culto a Stalin, otros temas populares de debate se centraron en torno al derecho a escoger una vía más independiente de «socialismo local, nacional», en lugar de seguir el modelo soviético hasta el último detalle. Tales puntos de vista se pusieron de manifiesto en la discusión y la crítica que manifestaron muchos miembros del Partido Obrero Unificado Polaco (PZPR) sobre la ejecución de antiguos afiliados del Partido Comunista de Polonia, ordenada por Stalin durante la Gran Purga.
La resistencia anticomunista en Polonia también fue reforzada y un grupo de líderes de la oposición y figuras culturales fundaron en Poznan el Klub Krzywego Koła (Club de la rueda torcida), donde promovían discusiones sobre la independencia polaca, las falencias de la economía controlada por el Estado (economía de penuria) y del desprecio gubernamental e incluso la persecución de las fuerzas armadas polacas en el Oeste y las acciones de Armia Krajowa durante la Segunda Guerra Mundial. Mientras la intelligentsia expresaba su disconformidad a través de discusiones y publicaciones, los trabajadores tomaron las calles. Las condiciones de vida en Polonia no mejoraban, lo que contradecía la propaganda del gobierno, y los obreros encontraban que tenían cada vez menos poder en comparación con la burocracia del Partido (nomenklatura).
La ciudad de Poznan era uno de los centros urbanos e industriales más grandes de la República Popular de Polonia. Allí, las tensiones iban creciendo, en particular desde el otoño de 1955. Los obreros de la fábrica más grande de la ciudad, Industrias Metálicas Iósif Stalin (o «Cegielski»), se quejaban de los impuestos más altos para los obreros más productivos (udárnik) que afectaban a varios miles de trabajadores. Los directores locales eran incapaces de tomar cualquier decisión significativa debido a que los oficiales de cargos más altos supervisaban al detalle la gestión pública. Por varios meses fueron enviadas inútilmente peticiones, cartas y delegaciones al Ministerio Polaco de Industria Mecánica y al Comité Central del Partido Obrero Unificado Polaco. Finalmente, una delegación de alrededor de 27 obreros fue enviada el 23 de junio de 1956. La delegación regresó a Poznan la noche del 26 de junio, pues sus miembros confiaron en que algunos de sus reclamos habían sido considerados de manera favorable. A la mañana siguiente, el ministro de Industria Mecánica llegó a la fábrica y, en un mitin masivo, retiró algunas de las promesas que la delegación había recibido en Varsovia.

## Huelgas
A las 6 a. m. del 28 de junio de 1956, se inició una huelga espontánea en el complejo de multifábricas de Industrias Metálicas Josef Stalin (o «Cegielski»). Alrededor del 80 % de los obreros, la mayoría de los cuales había perdido su prima salarial en junio cuando el Gobierno incrementó repentinamente la cuota de trabajo requerido, salieron a las calles en demanda de pagos compensatorios y algunas concesiones de libertad y marcharon hacia el centro de la ciudad. Trabajadores de otras plantas, instituciones y estudiantes se unieron a la procesión. Entre las 9 y las 11 a. m., unas 100 000 personas se reunieron en la plaza Adam Mickiewicz, frente al Castillo Imperial de Poznan, rodeados de edificios ocupados por las autoridades de la ciudad y del Partido, así como la sede de la policía. Los manifestantes pedían precios más bajos para los alimentos, incrementos salariales y la revocación de algunos cambios legales recientes que habían deteriorado las condiciones laborales. Además, demandaron la visita del primer ministro Polaco Józef Cyrankiewicz, dado que el gobierno local declaró que no tenía autoridad para resolver los problemas. Algunos oficiales de la policía también se unieron a la multitud.
Después de las 10 a. m. la situación se deterioró rápidamente gracias a la acción de algunos provocadores, quienes aseguraron que los miembros de la delegación negociadora habían sido arrestados. Las unidades de la policía local no pudieron contener a la muchedumbre y la situación se convirtió en un violento levantamiento cuando la multitud tomó por asalto la prisión de la calle Młyńska, donde algunos de los manifestantes pensaron que estaban encarcelados los miembros de la delegación. Alrededor de las 10:50 a. m. fueron liberados cientos de prisioneros. A las 11:30 a. m. fue capturado el depósito de armas del edificio de la prisión y las armas fueron distribuidas entre los manifestantes. La multitud saqueó la sede del Partido Comunista y atacó la oficina de seguridad de la Policía Secreta Polaca (Urząd Bezpieczeństwa) en la calle Kochanowskiego alrededor de las 11 a. m., pero fue repelida cuando desde sus ventanas se hicieron los primeros disparos. Desde entonces hasta las 6 p. m., los manifestantes tomaron o sitiaron varios edificios gubernamentales e instituciones en Poznan y sus alrededores, incluyendo la corte del distrito y la oficina del fiscal, el Instituto del Seguro Social en la calle Dąbrowskiego, las estaciones de la policía civil en Junikowo, Wilda, Swarzędz, Puszczykowo y Mosina. También capturaron el campo de prisioneros de Mrowino y la Escuela Militar en la Universidad de Tecnología de Poznan, al igual que las armas que albergaban. Además destruyeron los documentos que encontraron en la estación de policía local, en la procuraduría y en el tribunal.
Entretanto, alrededor de las 11 a. m., fueron enviados 16 tanques, 2 transportes blindados de personal y 30 vehículos desde la Escuela de Oficiales de formaciones blindadas y mecánicas, una guarnición de Poznan, para proteger los edificios atacados; aunque no se intercambiaron disparos entre ellos y los insurgentes. Estos soldados entablaron chácharas amigables con los manifestantes; algunos informes señalan que fueron tomados dos tanques y algunas tropas desarmadas. Después de eso, el general soviético Konstantín Rokosovski, ministro de Defensa Nacional, que entonces estaba al mando de todas las fuerzas armadas en Polonia, decidió tomar personalmente el control de la situación y esta cambió dramáticamente. Rokosovski envió a su adjunto, el general polaco-soviético Stanislav Poplavski y a un grupo de oficiales soviéticos de bajo rango con la orden de sofocar la rebelión de una manera consistente con los estándares rusos, de forma que se pusiera fin a las manifestaciones tan pronto como fuera posible para prevenir una situación similar a la sublevación de 1953 en Alemania del Este, cuando una protesta similar no acallada a tiempo se propagó a otras regiones. Los oficiales rusos llegaron a las 2 p. m. al aeropuerto de Poznan y tomaron el mando. Poplavski no se molestó en usar militares locales de las guarniciones de Poznan, en su lugar tomó otras tropas del Distrito Militar de Silesia y llamó a tropas especiales del Polígono de Biedrusko (una gran base militar al norte y totalmente fuera de los límites jurisdiccionales de Poznan, una franja de tierra de 20 km de largo desde Suchy Las a Bolechowo incluyendo poblados como Umultow y Bolechowo). A las tropas se les dijo que los manifestantes estaban liderados y organizados por «provocadores alemanes» que pretendían oscurecer la imagen polaca durante la Feria Internacional de Poznan que estaba en curso.
Entre las 4:00 p. m. y las 5:00 a. m. del día siguiente, la 10.º División Blindada Polaca, la 19.º División Blindada Polaca, la 4.ª División de Infantería Polaca y la 5.ª División de Infantería Polaca, con un total aproximado de 10 300 soldados y el Korpus Bezpieczeństwa Wewnętrznego bajo el mando de Poplavski entraron a Poznan. Durante dos horas, una procesión de tanques, vehículos blindados, cañones de campaña y camiones llenos de soldados atravesaron la ciudad y la rodearon. A las 9:00 p. m. comenzaron los arrestos. Los detenidos fueron llevados al aeropuerto de Ławica, donde fueron sometidos a un interrogatorio brutal; 746 personas fueron detenidas hasta el 8 de agosto. Las protestas continuaron hasta el 30 de junio, cuando las tropas finalmente pacificaron la ciudad, después de intercambiar disparos con algunos manifestantes violentos. A las 7:30 a. m. del 29 de junio, llegó el primer ministro y declaró en la estación radiofónica local que «cualquier provocador o lunático que levantara su mano contra el gobierno del pueblo podía estar seguro de que esa mano sería cortada».
El número de víctimas es objeto de debate académico. El historiador Łukasz Jastrząb del Instituto de Remembranza Nacional las estima en 57 muertos y unos 500 heridos; mientras que otro académico de dicho instituto, Stanisław Jankowiak calcula la cifra en poco más de 100 muertos y 600 heridos, bajo el argumento de que los registros judiciales de las declaraciones de testigos, que fueron calificadas por Jastrząb como poco fiables, también debían ser incluidos. La lista oficial de víctimas (aprobada por el gobierno) y redactada en 1981, establece la cifra de fallecimientos en 74.

## Consecuencias

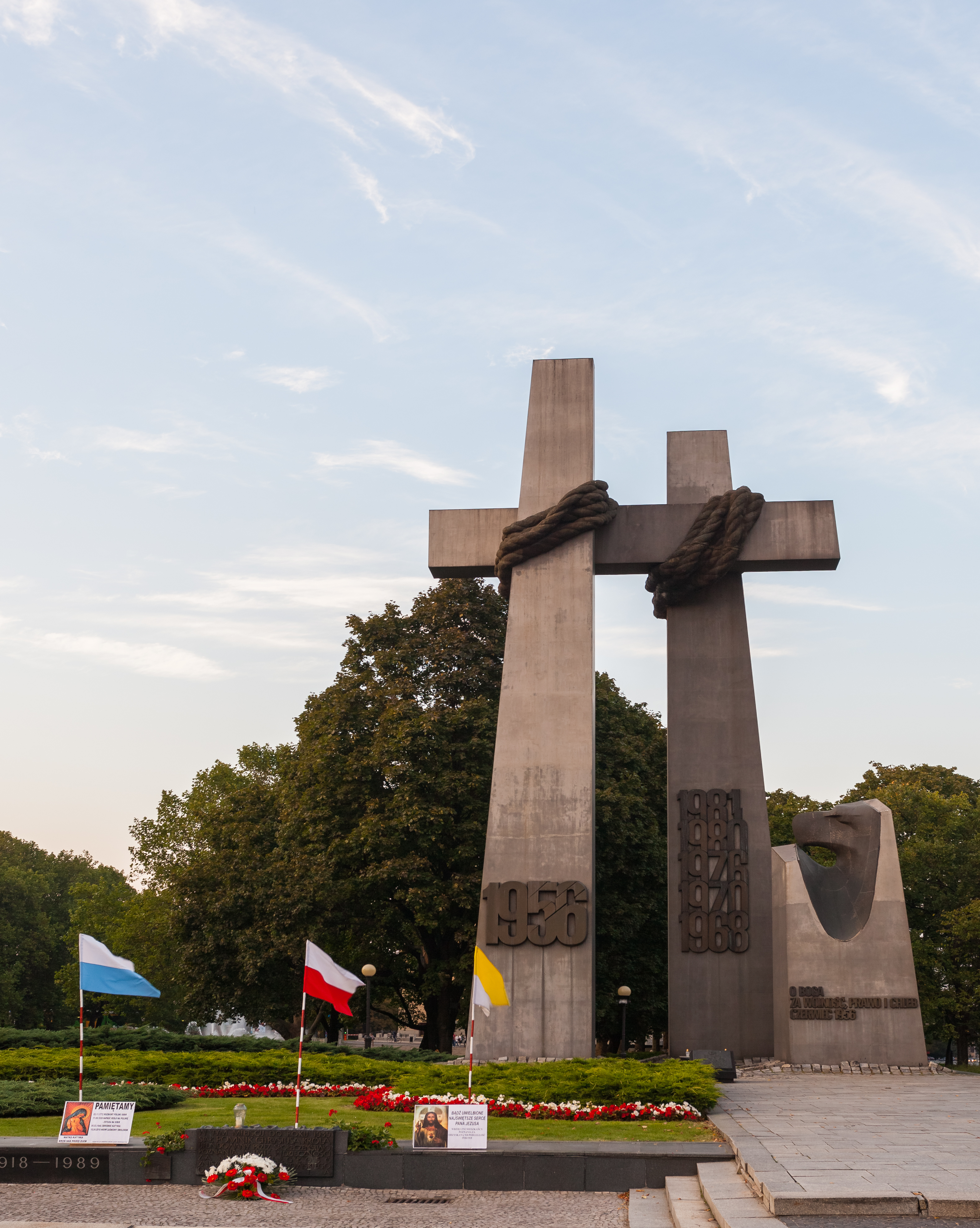
Cruces en Poznan que conmemoran las protestas de 1956 y las posteriores protestas contra el sistema político polaco. Fotografía de 2014, después de que el antiguo monumento sufriera cambios significativos.

Alrededor de 250 personas fueron arrestadas en los primeros días, incluyendo 196 obreros; varios centenares más fueron arrestados durante las siguientes semanas. Stanisław Hejmowski, el abogado que los defendió, sufrió represalias por declarar que las acciones del gobierno habían llevado a la muerte de civiles inocentes. El gobierno fracasó en sus intentos de coaccionar a los detenidos para que confesaran que habían sido provocados por servicios secretos extranjeros (occidentales); sin embargo, esta se convirtió en la línea oficial del gobierno en los años posteriores.
Pronto los ideólogos se percataron de que habían perdido el apoyo de la Unión Soviética y el régimen se volcó a la conciliación y anunció aumentos salariales y otras reformas. Al darse cuenta de la necesidad de un cambio en la dirección, los comunistas polacos eligieron a un nuevo líder, Władysław Gomułka, quien era considerado un moderado. Esta transición es conocida como octubre polaco o Gomułka thaw. A pesar de ello, las autoridades comunistas censuraron toda información sobre los eventos de Poznan por un cuarto de siglo: se prohibió que los historiadores tuvieran acceso a fuentes de investigación y la campaña fue efectiva en eliminar cualquier mención de los eventos de junio de 1956 de fuentes de disponibilidad pública. Los más activos participantes de estos eventos fueron perseguidos por años. No obstante, el recuerdo de los eventos fue preservado por los manifestantes y los miembros de la oposición. Una de las primeras iniciativas emprendidas por el sindicato independiente Solidarność después del Acuerdo de Gdańsk fue la construcción de un monumento que conmemorara los eventos de junio de 1956.
Muchos historiadores consideran que las protestas de Poznan de 1956 fueron un hito importante en la historia moderna de Polonia y uno de los eventos que precipitaron la caída del comunismo en ese país; sin embargo, esas protestas no fueron motivadas por una ideología anticomunista, ya que las demandas de los trabajadores eran mayormente de naturaleza económica y se centraron en mejores condiciones laborales más que en algún objetivo político. Los trabajadores cantaron «La Internacional» y sus pancartas decían «Exigimos pan». La incapacidad sistemática del gobierno para cumplir con una demanda básica fue lo que condujo a la búsqueda de un cambio político, pero incluso durante la historia de Solidarność pocos reclamaron amplias reformas políticas.

### Conmemoración
El 21 de junio de 2006, para conmemorar el 50.º aniversario de los eventos, el Sejm polaco declaró el 28 de junio día festivo en Polonia: el «Día del recuerdo del junio de 1956 de Poznan».